# CAD (estación)
La estación sencilla CAD hace parte del sistema de transporte masivo de Bogotá llamado TransMilenio. Fue inaugurado en 2005. Se encuentra en la Avenida Norte-Quito-Sur.

## Ubicación
La estación se encuentra ubicada en el sector del centro-occidente de la ciudad, más específicamente sobre la avenida Avenida Norte-Quito-Sur entre la Avenida de Las Américas (en el costado occidental) y Calle 24 (en el costado oriental), y las calles 22B (en el costado occidental) y 22C (en el costado oriental). Se accede a ella a través de dos puentes peatonales ubicados sobre estas vías.
Atiende la demanda de los barrios La Florida Occidental, Usatama, Colseguros y la zona alta del sector industrial de Puente Aranda.
En las cercanías están el Centro Administrativo Distrital, el Hospital Universitario Mayor - Clínica Méderi, el Supercade y la Misión Carismática Internacional.

## Origen del nombre
La estación recibe su nombre del Centro Administrativo Distrital, ubicado a pocos metros en el costado oriental.

## Historia
La estación se abrió en 2005, al entrar en funcionamiento la segunda troncal de la fase 2 del sistema en la avenida NQS. En abril de 2015 se retiraron las persianas metálicas para adecuar la estación con puertas de vidrio para el paso de los biarticulados.

## Servicios de la estación

### Servicios troncales
| Tipo                                            | Rutas al Norte | Rutas al Sur | Rutas al Oriente | Rutas al Occidente |
| ----------------------------------------------- | -------------- | ------------ | ---------------- | ------------------ |
| Ruta fácil                                      | 4              | 4            |                  |                    |
| Expresos todos los días todo el día             | E32            | G43          |                  | K43 F32            |
| Expreso lunes a viernes todo el día             | C30            | G30          |                  |                    |
| Expresos lunes a viernes hora pico de la mañana |                |              | J70              |                    |
| Expresos sábados de 5:00 a. m. a 3:00 p. m.     | C30            | G30          |                  |                    |

### Esquema
| ← Norte      |         |            |          |
| Av. Américas | 4K43    | C30E32     | Calle 22 |
| Puente       | Vagón 2 | Vagón 1    | Puente   |
| Av. Américas | G43     | 4F32G30J70 | Calle 22 |
| Sur →        |         |            |          |

### Servicios urbanos
Así mismo funcionan las siguientes rutas urbanas del SITP en los costados externos a la estación, circulando por los carriles de tráfico mixto sobre la Avenida NQS, con posibilidad de trasbordo usando la tarjeta TuLlave:
| Código | Sector           | Dirección        | Rutas                                      |
| ------ | ---------------- | ---------------- | ------------------------------------------ |
| 209A00 | A Colseguros     | Av. NQS - CL 22A | A605A708B608B631 599 SE14 T11 T26 T163     |
| 175A00 | A Clínica Méderi | Av. NQS - CL 24  | A605A708B608B631 192 599 SE14 T11 T26 T163 |
| 090A07 | F Estación CAD   | Av. NQS - CL 22B | H605H608H631H708 599 SE14 T11 T26 T163     |
| 089A07 | F Estación CAD   | Av. NQS - CL 22C | H605H608H631H708 599 SE14 T11 T26 T163     |

## Ubicación geográfica
| Noroeste: Puente Aranda | Norte: E Avenida Eldorado | Nordeste: Los Mártires |
| Oeste: Puente Aranda    |                           | Este: A Calle 22       |
| Suroeste: Puente Aranda | Sur: E Paloquemao         | Sureste: Los Mártires  |